# Сирия на летних Олимпийских играх 1988
Сирия принимала участие в Летних Олимпийских играх 1988 года в Сеуле (Корея) в шестой раз за свою историю, но не завоевала ни одной медали. Сборная страны состояла из 16 спортсменов (все — мужчины), которые выступили в соревнованиях по лёгкой атлетике, тяжёлой атлетике, боксу и борьбе, и 8 официальных лиц.

## Результаты соревнований

### Бокс
| Категория  | Спортсмены         | 1/32 финала                              | 1/16 финала                                                  | 1/8 финала           | Четвертьфинал        | Полуфинал            | Финал                | Место |
| Категория  | Спортсмены         | Соперник Результат                       | Соперник Результат                                           | Соперник Результат   | Соперник Результат   | Соперник Результат   | Соперник Результат   | Место |
| ---------- | ------------------ | ---------------------------------------- | ------------------------------------------------------------ | -------------------- | -------------------- | -------------------- | -------------------- | ----- |
| до 48 кг   | Мохамед Хаддад     | Не участвовал                            | Морис Майна (KEN) П 1:4 (58:59, 59:58, 58:59, 58:59, 58:59)  | Завершил выступление | Завершил выступление | Завершил выступление | Завершил выступление | 17    |
| до 51 кг   | Хамед Хальбуни     | Джонни Бредаль (DEN) В RSC 2 раунд, 2:39 | Энди Агосто (PUR) П 0:5 (56:60, 57:60, 57:60, 57:60, 55:60)  | Завершил выступление | Завершил выступление | Завершил выступление | Завершил выступление | 17    |
| до 63,5 кг | Ахмад Майез Ханджи | Не участвовал                            | Ларс Мюрберг (SWE) П 1:4 (58:59, 59:58, 57:60, 57:60, 57:60) | Завершил выступление | Завершил выступление | Завершил выступление | Завершил выступление | 17    |

### Борьба
Вольная борьба
| Категория | Спортсмены          | Первый раунд                    | Второй раунд                    | Третий раунд                         | Четвёртый раунд              | Пятый раунд                  | Шестой раунд         | Финал                | Место |
| Категория | Спортсмены          | Соперник Результат              | Соперник Результат              | Соперник Результат                   | Соперник Результат           | Соперник Результат           | Соперник Результат   | Соперник Результат   | Место |
| --------- | ------------------- | ------------------------------- | ------------------------------- | ------------------------------------ | ---------------------------- | ---------------------------- | -------------------- | -------------------- | ----- |
| до 48 кг  | Мохамед аль-Мессути | Не участвовал                   | Альфредо Маркуньо (ESP) В 10:3  | Тим Вэнни (USA) П 1:13               | Такаси Кобаяси (JPN) П 0:15  | Завершил выступление         | Завершил выступление | Завершил выступление | 9     |
| до 68 кг  | Амар Ваттар         | Эдмундо Эчильюмпа (PER) В 17:2  | Густаво Мансур (ESA) В 16:3     | Мохамед эль-Ходари (EGY) В 16:3      | Амир Реза Хадем (IRI) П 1:17 | Амир Реза Хадем (FIN) П 0:12 | Завершил выступление | Завершил выступление | 9     |
| до 82 кг  | Мохамед Зайяр       | Убальдо Родригес (PUR) В 11:0   | Мартин Дойл (GBR) В 6:1         | Виктор Кодей (NGR) П 1:7             | Йоуни Иломяки (FIN) П        | Завершил выступление         | Завершил выступление | Завершил выступление | 13    |
| до 90 кг  | Ахмад аш-Шами       | Ким Тхэу (KOR) П 2:8            | Бакари Санне (GAM) В Туше, 1:55 | Махарбек Хадарцев (URS) П Туше, 2:47 | Завершил выступление         | Завершил выступление         | Завершил выступление | Завершил выступление | 13    |
| до 130 кг | Деннис Атия         | Давид Гобеджишвили (URS) П 0:17 | Не участвовал                   | Атанас Атанасов (BUL) П 0:15         | Завершил выступление         | Завершил выступление         | Завершил выступление | Завершил выступление | 11    |

Греко-римская борьба
| Категория | Спортсмены       | Первый раунд                     | Второй раунд                       | Третий раунд            | Четвёртый раунд           | Пятый раунд          | Шестой раунд         | Финал                     | Место |
| Категория | Спортсмены       | Соперник Результат               | Соперник Результат                 | Соперник Результат      | Соперник Результат        | Соперник Результат   | Соперник Результат   | Соперник Результат        | Место |
| --------- | ---------------- | -------------------------------- | ---------------------------------- | ----------------------- | ------------------------- | -------------------- | -------------------- | ------------------------- | ----- |
| до 48 кг  | Халид аль-Фарадж | Виктор Капачо (COL) В Туше, 5:11 | Махяддин Аллахвердиев (URS) П 4:16 | Квон Дук Ён (KOR) В 8:5 | Анджей Гломб (POL) П 5:10 | Не участвовал        | Не участвовал        | Маркус Шерер (FRG) В 16:6 | 5     |
| до 68 кг  | Зухейр Хори      | Эрминио Идальго (PAN) П          | Франсиско Барсия (ESP) В 15:0      | Мортен Брекке (NOR) П   | Завершил выступление      | Завершил выступление | Завершил выступление | Завершил выступление      | 17    |
| до 74 кг  | Зухейр аль-Балах | Ким Ён Нам (KOR) П 0:8           | Хиромити Ито (JPN) П               | Завершил выступление    | Завершил выступление      | Завершил выступление | Завершил выступление | Завершил выступление      | 16    |

### Лёгкая атлетика
Мужчины
Технические дисциплины
| Дисциплина    | Спортсмен        | Квалификация | Квалификация | Финал                | Финал                |
| Дисциплина    | Спортсмен        | Результат    | Место        | Результат            | Место                |
| ------------- | ---------------- | ------------ | ------------ | -------------------- | -------------------- |
| метание копья | Хафез аль-Хусейн | 63,34        | 36           | Завершил выступление | Завершил выступление |

### Тяжёлая атлетика
Мужчины
| Категория | Спортсмен     | Вес   | Рывок | Рывок | Рывок | Толчок | Толчок | Толчок | Всего | Место |
| Категория | Спортсмен     | Вес   | 1     | 2     | 3     | 1      | 2      | 3      | Всего | Место |
| --------- | ------------- | ----- | ----- | ----- | ----- | ------ | ------ | ------ | ----- | ----- |
| до 90 кг  | Мохамед Файяд | 89,40 | 135   | 142,5 | 142,5 | 180    | 185    | 187,5  | 320   | 15    |